# Clyde Cowan

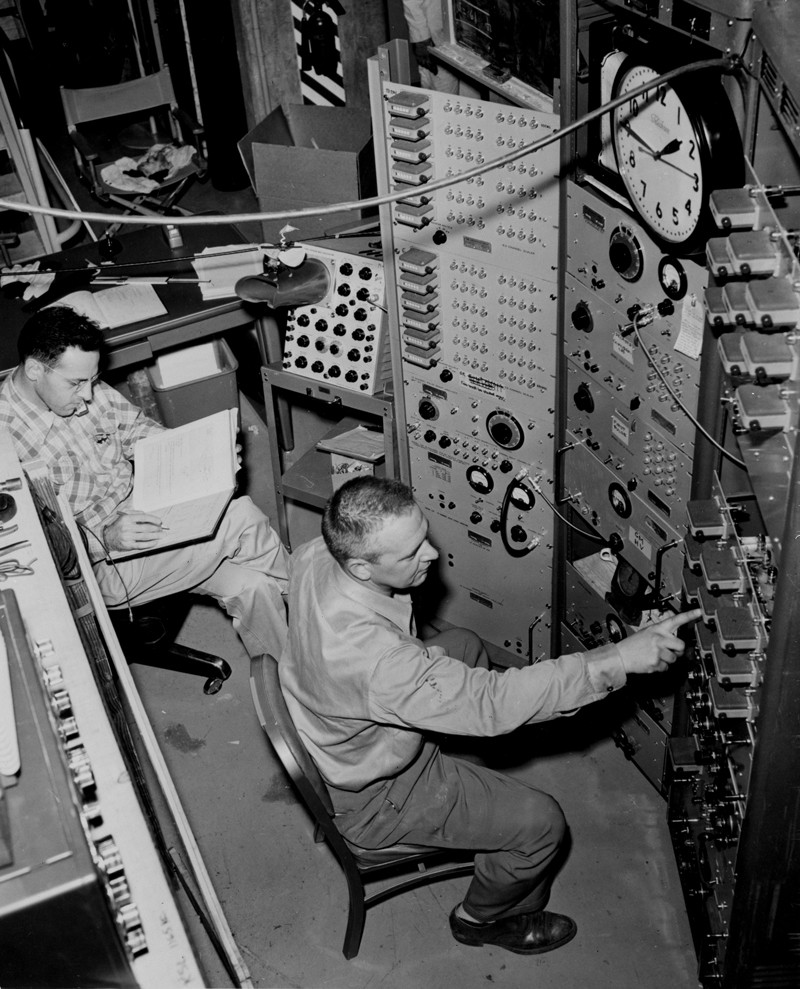
Clyde Cowan

Clyde Cowan (ur. 1920 w Detroit, zm. 1974) – amerykański fizyk, badacz cząstek elementarnych, pracownik Amerykańskiego Katolickiego Uniwersytetu w Waszyngtonie oraz Los Alamos Scientific Laboratory. Wspólnie z F. Reinesem potwierdził istnienie neutrina. 